# Cornel Țăranu
Cornel Țăranu (n. 20 iunie 1934, Cluj, România – d. 18 iunie 2023, Cluj-Napoca, România) a fost un compozitor și dirijor român, membru corespondent (1993) și ulterior titular (2012) al Academiei Române. A fost căsătorit cu Daniela Țăranu Mărgineanu, fiica profesorului universitar de psihologie de la Cluj, Nicolae Mărgineanu, sora cineastului Nicolae Mărgineanu.

## Studii
Cornel Țăranu a studiat compoziție între 1951 și 1957 cu Sigismund Toduță la Conservatorul (astăzi, Academia) de Muzică din Cluj.  În 1966-1967 a studiat la Conservatorul din Paris, cu Nadia Boulanger și Olivier Messiaen. În 1968-1969 a studiat al Darmstadt în Germania cu György Ligeti, Bruno Maderna și Christoph Caskel.

## Activitate profesională
După terminarea studiilor și-a început cariera ca asistent, continuând gradele universitare, între 1970-1990, apoi a continuat ca profesor de compoziție. În 1968 a înființat la Cluj ansamblul „Ars Nova”. Din 1990 este vicepreședintele Uniunii Compozitorilor și Muzicologilor din România. În 1995 înființează și este directorul Festivalului Cluj Modern. Este profesor de compoziție al Academiei de Muzică "Gheorghe Dima" din Cluj-Napoca și a susținut cursuri în Germania, Israel, Elveția, Statele Unite ale Americii. Preocupările pentru creația lui George Enescu s-au concretizat în teza de doctorat, publicată cu titlul Enescu în conștiința prezentului (1969, Editura pentru Literatură; traducere în franceză: Enesco dans la conscience du présent, 1981, Editura Științifică și Enciclopedică), precum și prin finalizarea, potrivit schițelor originale, a unor lucrări enesciene neterminate:  Simfonia nr. 5 (pãrțile I și IV), Caprice roumain pentru vioarã și orchestrã, poemul vocal-simfonic Strigoii pentru sopranã, tenor, bariton, cor și orchestrã, pe versurile lui Mihai Eminescu.

## Premii și distincții
A fost premiat pentru compozițiile sale în repetate rânduri de către Uniuniea Compozitorilor și Muzicologilor din România (1972, 1978, 1981, 1982 și 2001). În 2004 a primit Ordinul Meritul Cultural, în grad de Ofițer. Este câștigătorul primei ediții (2008) a Premiilor Naționale pentru Arte, la categoria "Muzică", pentru opera Oreste - Oedipe, realizată după libretul lui Olivier Apert. Este Cavaler al Ordinului Artelor și Literelor din Franța (Chevalier de l’Ordre des Arts et des Lettres, 2002).
În 1993 a fost ales membru corespondent al Academiei Române, al cărei membru titular a fost din 2012 până la moartea sa.

### Distincții
- Medalia „Meritul Cultural” clasa I (26 septembrie 1966) „pentru merite deosebite în activitatea literară, artistică și de răspîndire a culturii naționale, cu prilejul Centenarului Academiei Republicii Socialiste România”[5]

## Compoziții
Pe lângă simfonii și alte lucrări pentru orchestră, a mai compus două opere (Secretul lui Don Giovanni - 1969-1970 și Oreste și Oedipe - 1999-2001), muzică de cameră, muzică pentru cor și lieduri, precum și muzică de film.

## Discografie
- Cinq Poèmes de Tristan Tzara. Christine Thomas, mezzo-soprano; Milton Peckarsky, piano (Association Tristan Tzara)
- Garlands. Cornel Taranu/Ars Nova (Attacca Babel: 9265/66)
- Testament. Marin Constantin/Contemporary Music III Madrigal Choir (Electrecord: EDC 238)
- Caprice roumain (George Enescu). Serban Lupu, violin; Cristian Mandeal/Bucharest Enescu Philharmonic (Electrecord: EDC 324/25)
- Sinfonia brevis; Symphony II, 'Aulodica'; Symphony III, 'Signes'; Symphony IV, 'Ritornele'. (Electrecord: EDC 470)
- Prolegomenes II. Péter Szegö/Ensemble Anonymous (Hungaroton: NCD 31572)
- Nomadic Songs. Cornel Taranu/Ars Nova (Hungaroton: NCD 31783)
- Remembering Bartók II. Aurel Marc, oboe; Cornel Taranu/Ars Nova (Hungaroton: NCD 31875)
- Remembering Bartók I. Aurel Marc, oboe (Magyar Radio: CD 011)
- Miroirs. Daniel Kientzy, saxophones; Cornel Taranu/Ars Nova (Nova Musica)
- Pour Georges. Daniel Kientzy, sopranino saxophone (Nova Musica: 5110)
- Symphony II, 'Aulodica'. (Olympia: OCD 416)
- Hommage à Paul Célan. Edith Simon, mezzo-soprano; Gheorghe Rosu, bass; Cornel Taranu/Ars Nova (Romanian Composers Union: UCMR 005)
- Concertul pentru pian și orchestră (1967) Orchestra Radioteleviziunii Române, dirijor Emanuel Elenescu, solistă Liana Șerbescu (21 decembrie 1972)

Kientzy plays Taranu
Crisalida; Epitaphe pour Jorge; Remembering
Bartok IISonata Sempre Ostinato II; Responsorial
Mosaiques
Ensemble Ars Nova 1,2,4,6-9
Le Saxtuor 3
Direction:Cornel Taranu 2,3,6-9;Daniel Kientzy 1,3
NMCD 5117.Nova Musica Paris 2006

## Muzică de film
- Mere roșii (1976)
- Mai presus de orice (1978)
- Un om în loden (1979)
- Întoarcerea din iad (1983)
- Întunecare (1986)
- Pădureanca (1987)
- Flăcări pe comori (1988)
- Cardinalul (2019)